# Novo Oriente de Minas
Novo Oriente de Minas là một đô thị thuộc bang Minas Gerais, Brasil. Đô thị này có diện tích 754,084 km², dân số năm 2007 là 10327 người, mật độ 14,3 người/km².